# كلية غرب النيل
كلية غرب النيل تأسست في 30 ديسمبر عام 2005، تقع في شرق حي العمدة في مدينة أم درمان. تتضمن ستة أقسام وخمسة مختبرات طبية وقسم واحد للحاسوب. تشمل البرامج الدراسية في الكلية برامج الدبلوم في تخصصات علم النفس ورياض الأطفال، الإعلام والعلاقات العامة، نظم المعلومات المحاسبية، تقنية المعلومات الإدارية؛ وبرامج البكالوريوس في تخصصات المختبرات والعلوم الإدارية والمالية، وعلم النفس والإعلام والعلاقات العامة.

### برامج الكلية
- بكالريوس المختبرا الطبية مرتب شرف
- بكالريوس العلوم الادارية
- بكالريوس تقانة المعلومات
- بكالريوس علم النفس
- بكالريوس الاعلام والعلاقات العامة
- دبلوم تقنية المعلومات
- دبلوم تقنية المعلومات المحاسبية
- دبلوم علم النفس
- دبلوم الاعلام

## انظر ايضاً
1. موقع الكلية الرسمي
2. وزارة التعليم العالي